# 胡經 (嘉靖己丑進士)
胡經（1488年—？），字用甫，號前岡，江西吉安府廬陵縣人，民籍，明朝政治人物。

## 生平
正德五年（1510年）庚午科江西鄉試第四十名舉人。嘉靖八年（1529年）中式己丑科會試第十一名，登第二甲第五名進士。考选庶吉士，授兵部主事，十年五月与户部主事焦维章主考雲貴乡试，十二年六月改任河南道监察御史，因翰林侍从人少，七月轉任翰林院编修，十五年九月以重录列圣训录成，升侍讲。十八年二月选置東宫官员，升司经局洗马兼侍读，二十年七月升太常寺少卿提督四夷馆。

## 家族
曾祖胡愃；祖父胡珂，曾任監生；父胡齊，封兵部职方司主事；母周氏，封太安人。具庆下。兄胡子亞（府知事）。弟绀、約、纊、絳。